# Little Laver
Little Laver – wieś i civil parish w Anglii, w hrabstwie Essex, w dystrykcie Epping Forest. W 2001 roku civil parish liczyła 90 mieszkańców.